# Norman Myers
Norman Myers CMG (* 24. August 1934; † 20. Oktober 2019 in Oxford) war ein britischer Naturschützer und Experte auf dem Gebiet der Biodiversität. Er war der Vater der Marathonläuferin Mara Yamauchi.

## Leben
Norman Myers wurde in Clitheroe in Lancashire geboren. Er studierte am Keble College, Oxford und graduierte 1958 mit einem B.A. in Französisch und Germanistik. Er arbeitete daraufhin als Lehrer und Photograph in verschiedenen afrikanischen Ländern. 1973 erlangte er den Grad eines Ph.D. an der Universität von Kalifornien in Berkeley.
Myers war Professor am Green College der Oxford University und an der Saïd Business School und hatte einen Lehrauftrag an der Duke University. Er war Gastdozent in Harvard, Cornell, Stanford und Berkeley.
Im Jahr 1992 wurde er mit dem Volvo Environment Prize ausgezeichnet. 1994 wurde er in die National Academy of Sciences gewählt.

## Arbeit
Er war Autor zahlreicher Bücher. Dabei schrieb Myers zu Umweltthemen, wie der Frage der Überbevölkerung, der Armut in Entwicklungsländern, "over-consumption", nichtnachhaltige Landwirtschaft, Klimaerwärmung und Biologischer Sicherheit. In neueren Veröffentlichungen geht es um Klimaflüchtlinge, Hunger und Ernährung in Sub-Sahara Afrika und "new consumers in developing and transition countries".
Beachtet wurden seine Bücher über das Massenaussterben von Arten im Holozän und die Abholzung tropischer Regenwälder. Seine wissenschaftlichen Arbeiten trugen auch zur Schaffung des Konzepts der Biodiversitäts-Hotspots. Ebenso arbeitete er über Politische Ökologie.
Von verschiedenen Sozialwissenschaftlern wurde er für seine Auffassungen des Neo-Malthusianismus kritisiert.